# 外声部
在多声部音乐中，音域两极的声部合称外声部（英语: outer voice）。在四部和声中，外声部指得就是高音声部和低音声部。与外声部这一概念相对应的就是内声部。
外声部是多声部音乐中听觉上最明显的声部。通常情况下，高声部是旋律声部，所以自然很重要；低声部决定和弦的转位，是和声建立的基础，所以也很重要。所以好的音乐中的外声部写作是很重要的，通常情况下，把两个外声部单独拿出来也可以形成很好的对位形态。